# Пир
Пир (319. п. н. е. -272. п. н. е.) је био краљ Епира (306. п. н. е. -301. п. н. е. и 297. п. н. е. - 272. п. н. е. ). Краљ Македоније је био у два раздобља од 288. п. н. е. -285. п. н. е. и 273. п. н. е. -272. п. н. е. Био је краљ грчког племена Молоса, краљевске куће Еацида, а касније је постао краљ (Малалас га је такође звао топарх) Епира.
Он је био један од највећих противника Римске републике, и сматран једним од највећих генерала антике. Неколико његових победничких битака нанело му је неприхватљиво тешке губитке, од којих је и скован термин „Пирова победа“.

## Значај
У раздобљу након Александра Македонског савременици су га сматрали другим највећим војним заповедником света. Само Ханибал је био бољи од њега. Његово име се повезује са изразом "Пирова победа", што означава велику победу, али са превеликом ценом. Приписује се Пиру, који је изгубио толико много војника у једној бици, у којој је победио Римљане, да је наводно рекао: „Још једна победа и ја сам изгубио“.

## Детињство и младост
Пир је био принц у једној од држава наследница Александрова царства. Отац му је био краљ Епира. Оца му збацују са престола 317. п. н. е., затим га касније опет зову натраг и поново га збацују. Пир, иако малолетан постаје 306. п. н. е. краљ Епира. Током рата дијадоса бори се на страни Деметрија Полиоркета 301. п. н. е. у бици код Ипса. Постао је талац Птолемеја Сотера по једном споразуме Деметрија и Птолемеја. Задобија Птолемејево поверење, па се жени са Птолемејевом рођаком и обнавља 297. п. н. е. краљевство Епира.

## Постаје краљ Македоније са Лизимахом
Затим креће у рат против свог бившег савезника Деметрија Полиоркета. Ослобађа Атину и овладава великим делом Македоније.
Лизимах и Пир удруженим снагама 288. п. н. е. освајају Македонију и избацују Деметрија Полиоркета. Пир и Лизимах су заједнички постали краљеви Македоније.
Лизимах избацује 285. п. н. е. Пира из Македоније и тиме постаје једини краљ Македоније.

## Пиров рат (280. п. н. е. - 275. п. н. е. )
Град Тарент је позвао Пира да им помогне у сукобу са Римљанима. Епирски краљ Пир се искрцава у Италији 280. п. н. е. са 25.000 војника и неколико ратних слонова. Побеђује дупло већу римску армију. Губици су велики са обе стране. Погинулих је било између 7.000 и 15.000 с римске стране, те 4.000 до 13.000 с грчке стране. Друга Пирова битка је била битка код Аскула 279. п. н. е. Римљани су имали 6.000 мртвих, а Пир је имао 3.500 мртвих. Рим формира савез са Картагином против Пира. После две кампање у којима је добијао битке, али губио много више људи него што је себи могао дозволити, Пир одлази на Сицилију 278. п. н. е. да тамо помогне Грке против Картагине. Пошто је водио успешну кампању на Сицилији, Картагина му нуди да му преда све осим Лилибаја, што Пир одбија. Рим га притиска са друге стране, па се поново враћа 275. п. н. е. у Италију. У граду Малвенту поражен је у бици код Беневента од Римљана.

## Поново постаје краљ Македоније
Иако је имао тешке финансијске и људске губитке у Пировом рату у Италији, Пир креће у нови рат. Напада Антигона II Гонату и лаком победом поново постаје 273. п. н. е. краљ Македоније.
Спартанац Клеоним из краљевске линије био је омражен у Спарти, па је замолио Пира да нападну Спарту да би Клоним постао краљ. Пир се сложио са том идејом јер је и сам желио стећи контролу над Пелопонезом. Пир не успева јер се суочио са јаким отпором. Убрзо након Пир је убијен док је интервенисао у једном мањем сукобу у Аргосу.